# 21411 Ебіфремен
21411 Ебіфремен (1998 FY66, 1979 HM3, 1994 GG10, 21411 Abifraeman) — астероїд головного поясу, відкритий 20 березня 1998 року.
Тіссеранів параметр щодо Юпітера — 3,482.